# Gare du Parc des Expositions
La gare du Parc des Expositions est une gare ferroviaire française de la ligne d'Aulnay-sous-Bois à Roissy 2-RER, située dans la commune de Villepinte (département de la Seine-Saint-Denis).
C'est une gare de la Société nationale des chemins de fer français (SNCF) desservie par les trains de la ligne B du RER.

## Situation ferroviaire
La gare est située au point kilométrique (PK) 21,010 de la ligne d'Aulnay-sous-Bois à Roissy 2-RER.

## Histoire
Dans le cadre des travaux RER B+ Nord, une voie supplémentaire a été créée et en conséquence[Quand ?], le quai latéral en direction de Paris est devenu un quai central.
En 2014 et 2015, la gare est mise en accessibilité pour les personnes à mobilité réduite (PMR). En particulier, les anciens monte-charges ont laissé place à trois ascenseurs assurant la desserte des quais 1 et 2, ainsi que l’accès au Parc des Expositions.
En 2014, selon les estimations de la SNCF, la fréquentation annuelle de la gare est de 2 364 386 voyageurs.

## Service des voyageurs

### Accès
Trois accès permettent aux usagers d'entrer et de sortir de la gare :
- l'accès no 1 « Avenue des Nations » ;
- l'accès no 2 « Gare routière » ;
- l'accès no 3 « Parc des Expositions » permet d'accéder au parc des Expositions.

Accès à la gare
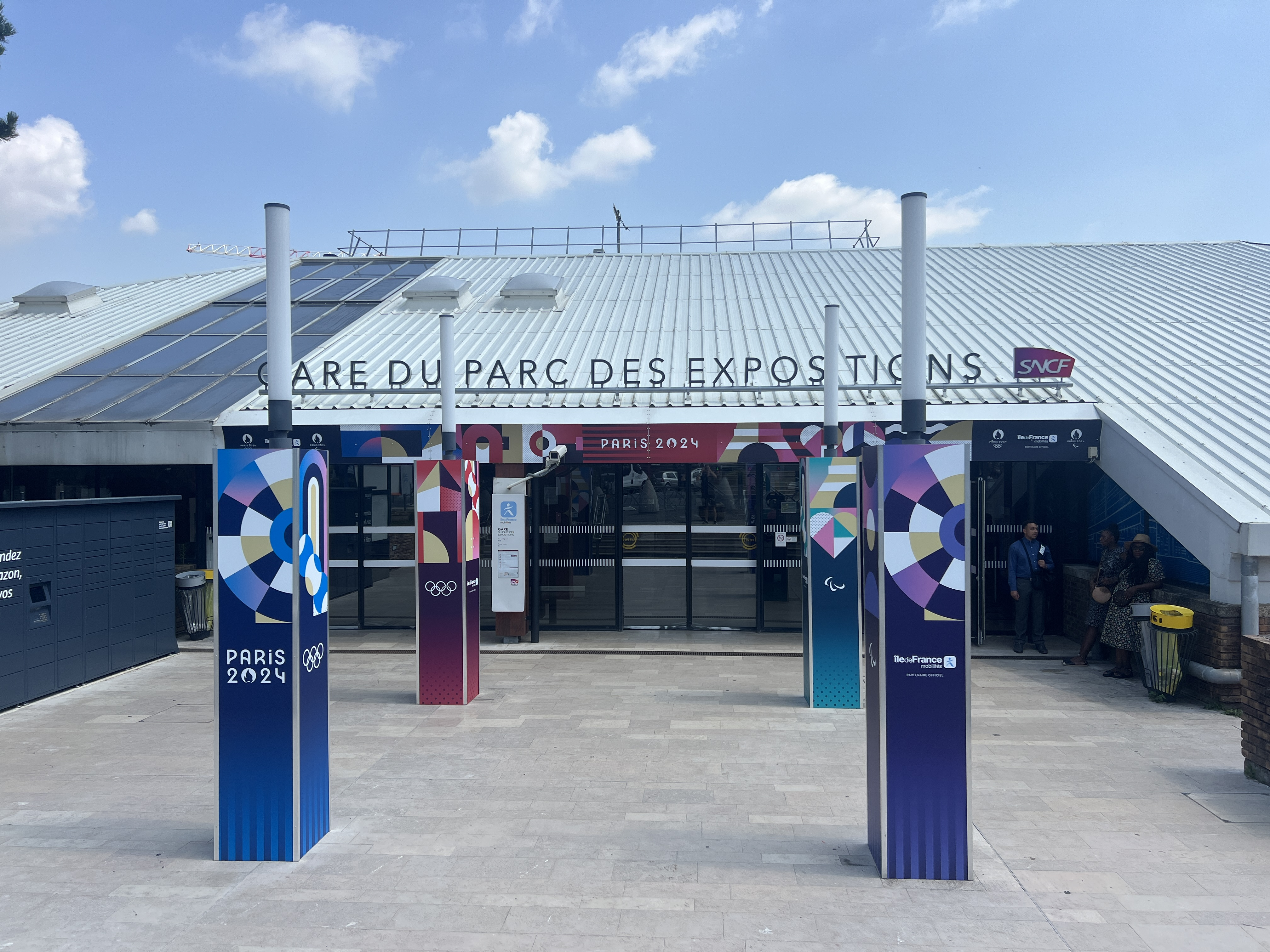
L'accès no 1 « Avenue des Nations ».
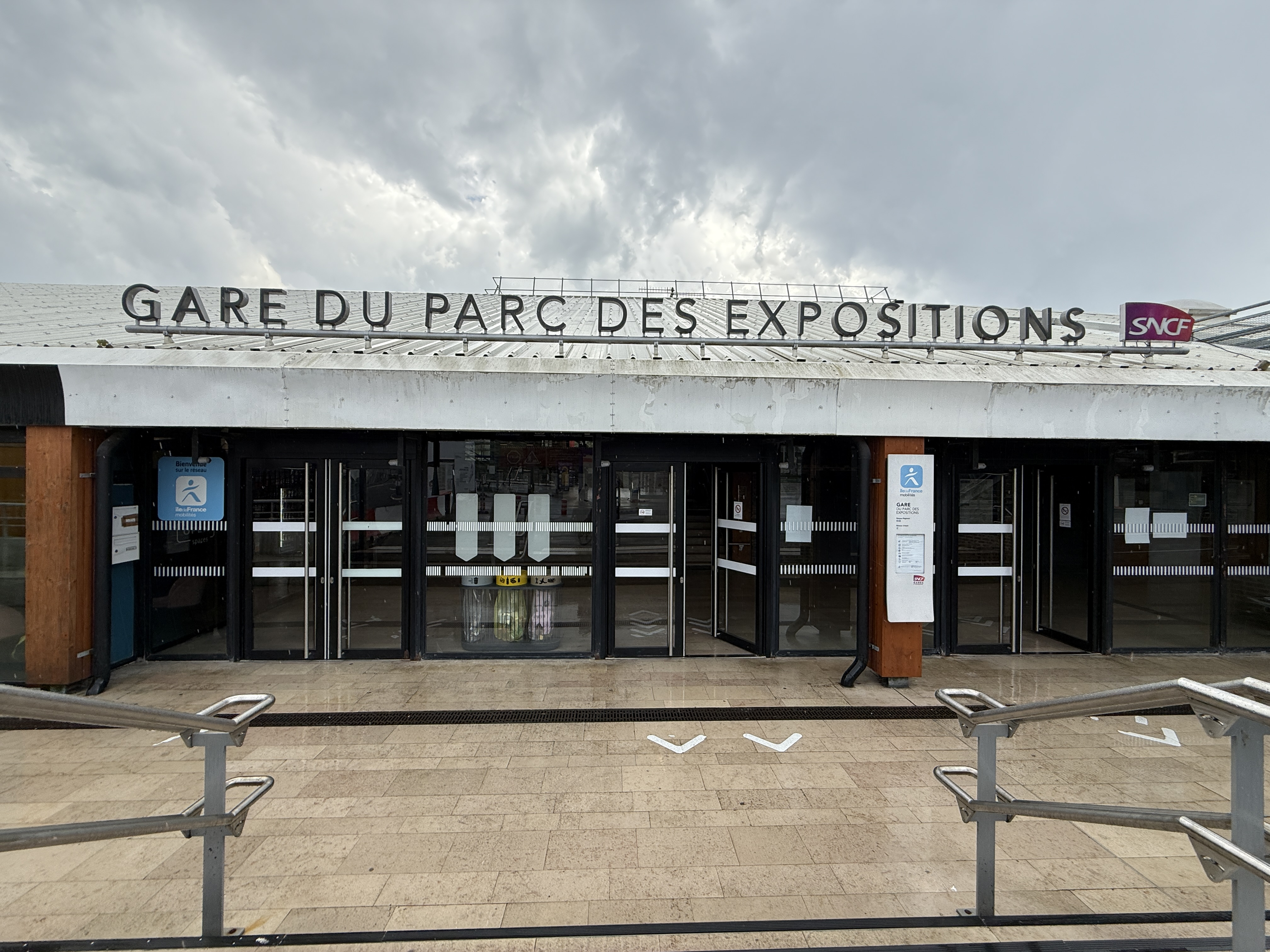
L'accès no 2 « Gare routière ».
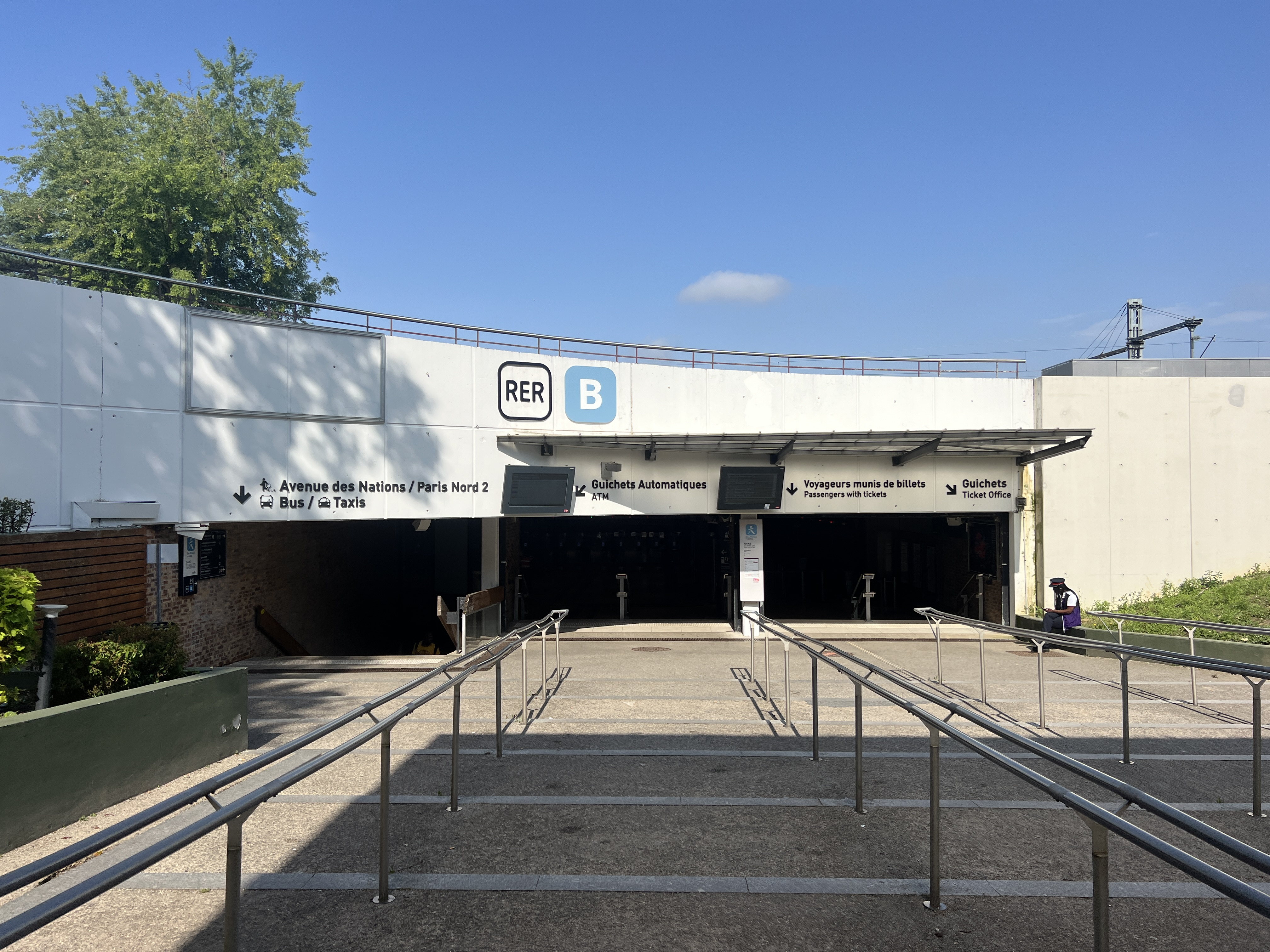
L'accès no 3 « Parc des Expositions ».

### Desserte
La gare est desservie par les trains du RER B.

### Intermodalité
La gare est desservie par les lignes 39, 43 et T'bus 2 du réseau de bus Terres d'Envol, par la ligne 350 du réseau de bus RATP et par la ligne 20 du réseau de bus Roissy Ouest. La ligne 20 est un bus à haut niveau de service dite aussi TCSP Barreau de Gonesse.

## Projets

### Ligne 17
Une correspondance avec la future ligne 17 du Grand Paris Express est prévue. Ce sera la seule station en viaduc de la ligne. Elle sera implantée au nord-est de la gare actuelle, et ses quais seront 14 mètres au-dessus du niveau du sol. Son architecture est confiée à Dietmar Feichtinger Architectes. Il est prévu que sa construction démarre en 2022 pour une mise en service en 2028.

### RER D
Le TCSP Barreau de Gonesse — dont la gare du Parc des Expositions est le terminus — est conçu pour préfigurer une hypothétique nouvelle branche du RER D qui rejoindrait le RER B. Appelée Barreau de Gonesse, elle reprendrait l'itinéraire de la ligne 20, mais sa réalisation semble toutefois compromise.

## Galerie de photographies

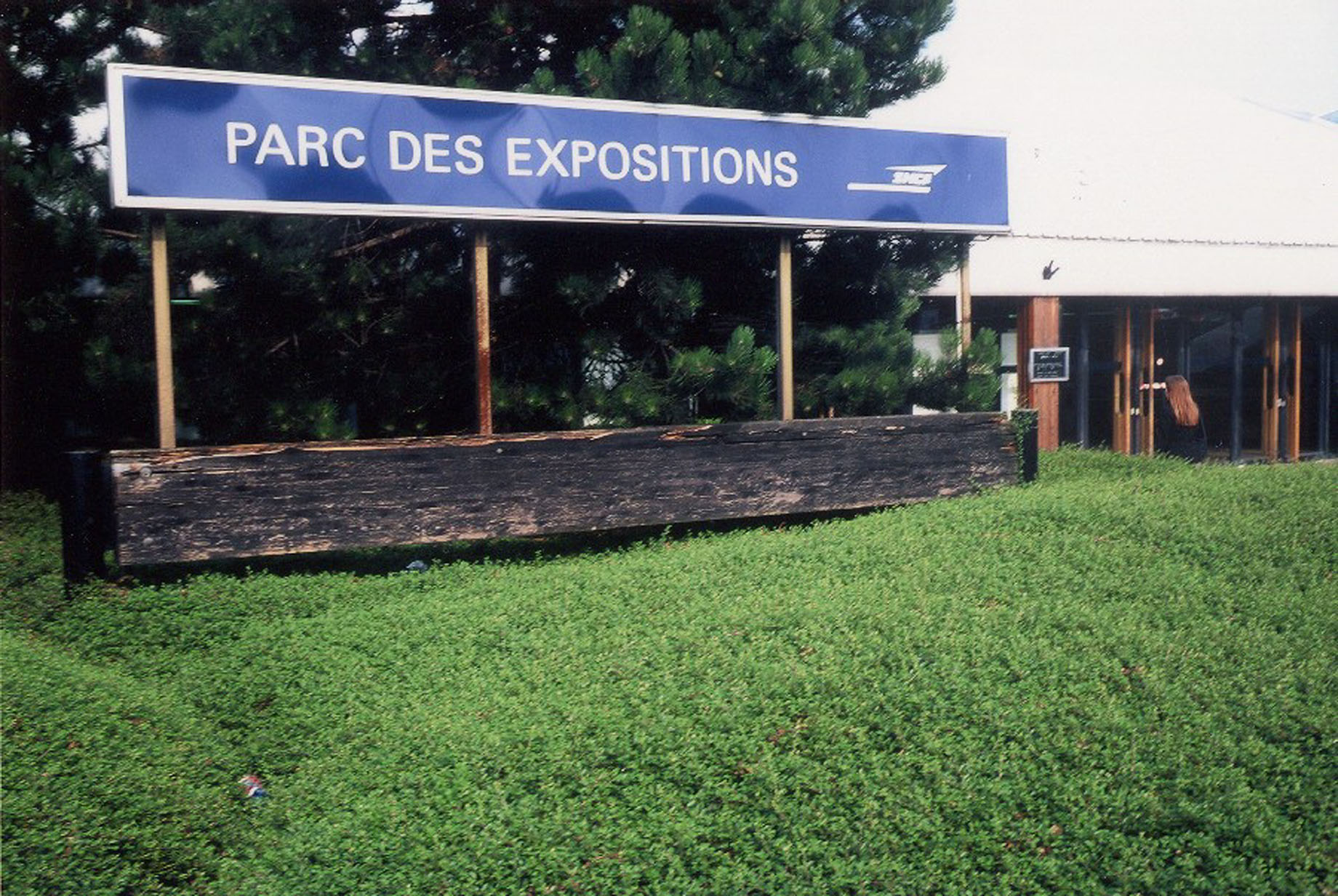
Panneau signalétique de la gare en 2006.
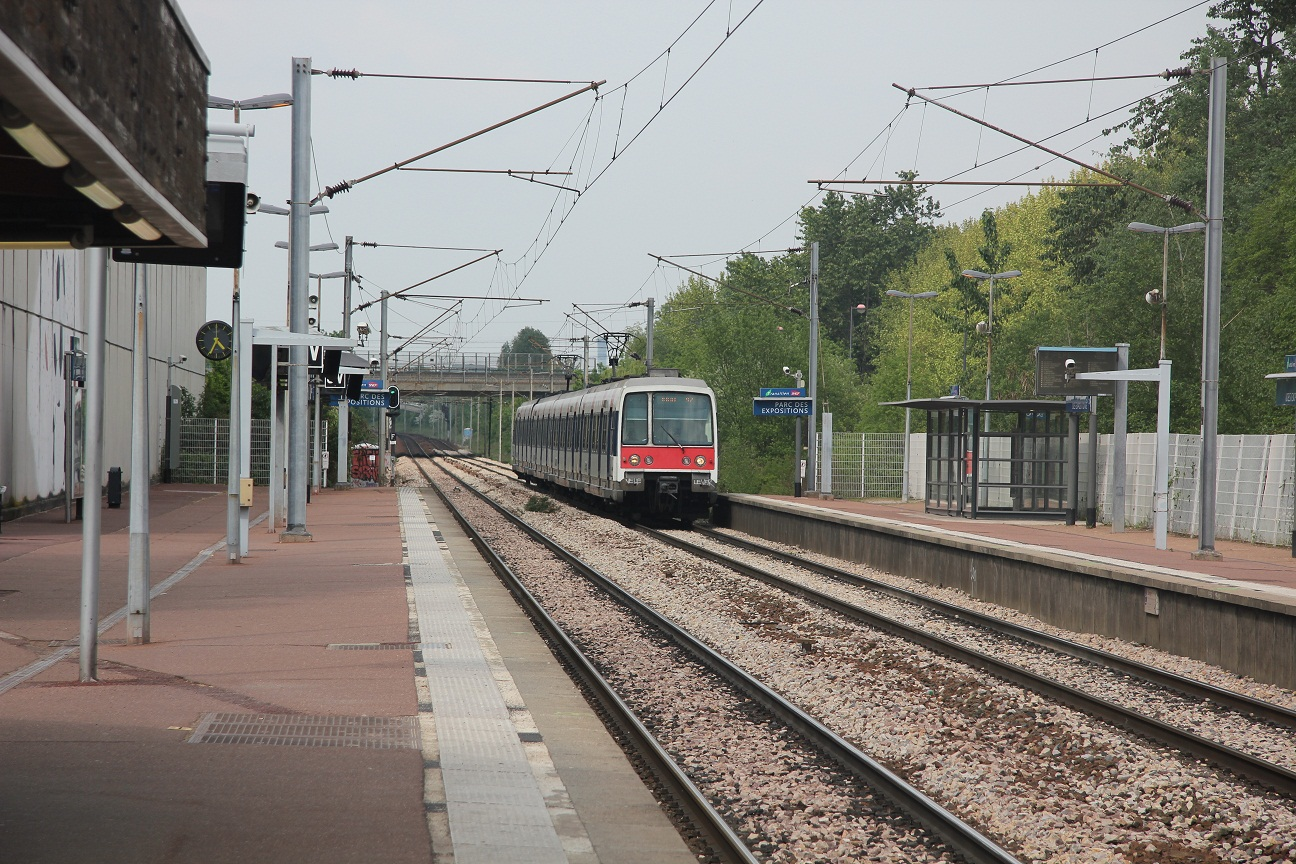
Rame MI79 arrivant en gare en mai 2010.
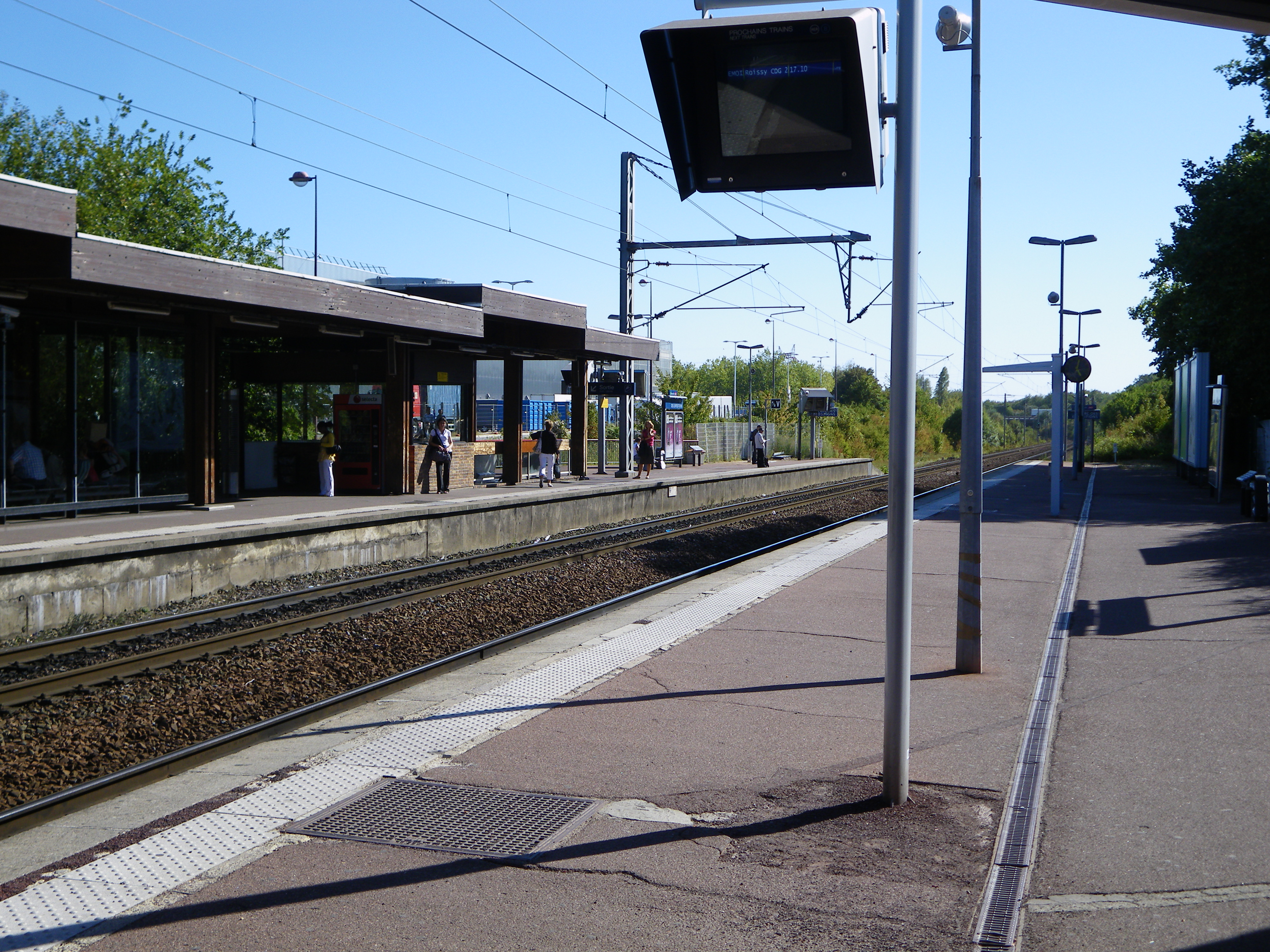
Vue au sud du quai Aéroport.
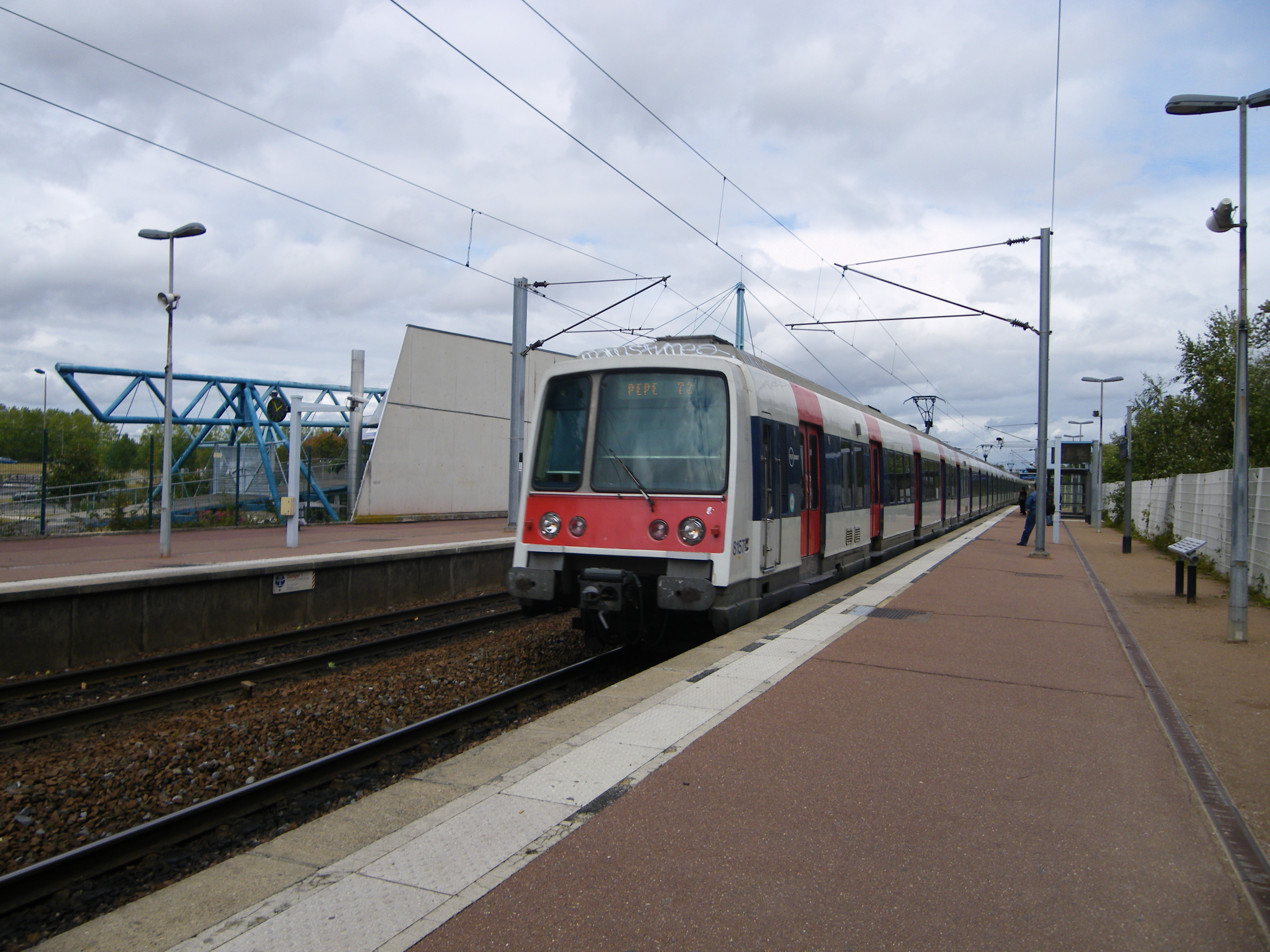
Mission PEPE à quai.